# Boleophthalmus pectinirostris
Boleophthalmus pectinirostris es una especie de peces de la familia de los Gobiidae en el orden de los Perciformes.

## Morfología
Los machos pueden llegar a alcanzar los 20 cm de longitud total.

## Hábitat
Es un pez de clima tropical.

## Distribución geográfica
Se encuentra en la China, Corea, el Japón y Taiwán.

## Observaciones
Es inofensivo para los humanos.